# Поймёт лишь одинокий
«Поймёт лишь одинокий» (англ. Only the Lonely) — американский художественный фильм в жанре романтической комедийной драмы режиссёра Криса Коламбуса с Джоном Кэнди в главной роли, вышедший на экраны в 1991 году.

## Сюжет
Полицейскому коронеру из Чикаго Дэнни Мулдуну стукнуло 39 лет, но он по-прежнему продолжает оставаться холостяком. Он живёт со своей мамой Роуз и трогательно о ней заботится. Но однажды Дэнни знакомится с хорошенькой Терезой Луной, которая работает в похоронном агентстве своего отца. Мулдун влюбляется в девушку с первого взгляда. И та отвечает ему взаимностью. Только мать Дэнни выражает явное неудовольствие, опасаясь остаться без опеки и заботы сына.

## В ролях
- Джон Кэнди — Дэнни Мулдун
- Морин О’Хара — Роуз Мулдун
- Элли Шиди — Тереза Луна
- Энтони Куинн — Ник Акрополис
- Джеймс Белуши — Сальваторе Буонарте
- Кевин Данн — Патрик Мулдун
- Маколей Калкин — Билли Мулдун
- Киран Калкин — Патрик Мулдун мл.

## Критика
Рита Кемпли в обзоре The Washington Post высоко отмечает игру Морин О’Хара, на чьём фоне, по её мнению, Шиди и Кэнди выглядят не столь убедительно. Как считает, образ романтического героя на экране удаётся Кэнди не лучшим образом. Кинокритик New York Times Джанет Мэслин положительно оценила работу ведущих актёров, а также ряда исполнителей второго плана, в частности Джеймса Белуши и Маколея Калкина. По мнению автора Film.ru Бориса Хохлова, это «очень милая и добрая картина, которая, правда, недостаточно амбициозна для того, чтобы запомниться всерьёз и надолго». 